# Функция Вигнера
Функция Вигнера (функция квазивероятностного распределения Вигнера, распределение Вигнера, распределение Вейля) была введена Вигнером в 1932 году для изучения квантовых поправок к классической статистической механике. Целью было заменить волновую функцию, которая появляется в уравнении Шрёдингера на функцию распределения вероятности в фазовом пространстве. Она была независимо выведена Вейлем в 1931 году как символ матрицы плотности теории представлений в математике. Функция Вигнера применяется в статистической механике, квантовой химии, квантовой оптике, классической оптике и анализе сигналов в различных областях, таких как электроника, сейсмология, акустика, биология. При анализе сигналов используются названия преобразование Вигнера — Вилла и распределение Вигнера — Вилла.

## Физический смысл
Классическая частица имеет определённое положение и импульс и поэтому представляется точкой в фазовом пространстве. Когда имеется набор (ансамбль) частиц, вероятность найти частицу в определённом малом объёме фазового пространства задаётся функцией распределения вероятности. Это неверно для квантовой частицы из-за принципа неопределённости. Вместо этого можно ввести квази-вероятностное распределение, которое не обязано удовлетворять всем свойствам нормальной функции распределения вероятности. Например, функция Вигнера становится отрицательной для состояний, которые не имеют классических аналогов, поэтому может быть использована для идентификации неклассических состояний.
Распределение Вигнера P(x, p) определяется как:
{\displaystyle P(x,p)={\frac {1}{\pi \hbar }}\int \limits _{-\infty }^{\infty }dy\,\psi ^{*}(x+y)\psi (x-y)e^{2ipy}}
где {\displaystyle \psi } — волновая функция, а {\displaystyle x} и {\displaystyle p} — набор сопряжённых обобщённых координат и импульсов. Она симметрична по {\displaystyle x} и {\displaystyle p}:
{\displaystyle P(x,p)={\frac {1}{\pi \hbar }}\int \limits _{-\infty }^{\infty }dq\,\phi ^{*}(p+q)\phi (p-q)e^{-2ixq}}
где {\displaystyle \phi } — Фурье-преобразование функции {\displaystyle \psi }.
В случае смешанного состояния:
{\displaystyle P(x,p)={\frac {1}{\pi \hbar }}\int \limits _{-\infty }^{\infty }dy\,\langle x-y|{\hat {\rho }}|x+y\rangle e^{2ipy}}
где {\displaystyle \rho } — матрица плотности.

## Математические свойства
1. P(x, p) — действительная функция
2. Распределения вероятности по x и p задаются интегралами:
  - {\displaystyle \int \limits _{-\infty }^{\infty }dp\,P(x,p)=|\psi (x)|^{2}=\langle x|{\hat {\rho }}|x\rangle }
  - {\displaystyle \int \limits _{-\infty }^{\infty }dx\,P(x,p)=|\phi (p)|^{2}=\langle p|{\hat {\rho }}|p\rangle }
  - {\displaystyle \int \limits _{-\infty }^{\infty }dx\int \limits _{-\infty }^{\infty }dp\,P(x,p)=Tr({\hat {\rho }})}
  - Обычно след {\displaystyle \rho } равен 1.
  - 1. и 2. предполагает, что P(x,p) отрицательна где-нибудь, за исключением когерентного состояния (и смешанных когерентных состояний) и сжатых вакуумных состояний.
3. P(x, p) обладает следующими зеркальными симметриями:
  - Временная симметрия:

{\displaystyle \psi (x)\rightarrow \psi (x)^{*}\Rightarrow P(x,p)\rightarrow P(x,-p)}
1. - Пространственная симметрия:

{\displaystyle \psi (x)\rightarrow \psi (-x)\Rightarrow P(x,p)\rightarrow P(-x,-p)}
1. P(x, p) инвариант относительно преобразований Галилея:
  - {\displaystyle \psi (x)\rightarrow \psi (x+y)\Rightarrow P(x,p)\rightarrow P(x+y,p)}
  - Она не инвариантна относительно преобразований Лоренца.
2. Уравнения движения для каждой точки в фазовом пространстве классические в отсутствие сил:
{\displaystyle {\frac {\partial P(x,p)}{\partial t}}={\frac {-p}{m}}{\frac {\partial P(x,p)}{\partial x}}}
3. Перекрытие состояний вычисляется как:
{\displaystyle |\langle \psi |\theta \rangle |^{2}=2\pi \hbar \int \limits _{-\infty }^{\infty }dx\,\int \limits _{-\infty }^{\infty }dp\,P_{\psi }(x,p)P_{\theta }(x,p)}
4. Операторы и средние значения вычисляются как:
  - {\displaystyle A(x,p)=\int \limits _{-\infty }^{\infty }dy\,\langle x-y/2|{\hat {A}}|x+y/2\rangle e^{ipy/\hbar }}
  - {\displaystyle \langle \psi |{\hat {A}}|\psi \rangle =Tr({\hat {\rho }}{\hat {A}})=\int \limits _{-\infty }^{\infty }dx\,\int \limits _{-\infty }^{\infty }dpP(x,p)A(x,p)}
5. С тем чтобы P(x, p) представляла физические матрицы плотности необходимо:
{\displaystyle \int \limits _{-\infty }^{\infty }dx\,\int \limits _{-\infty }^{\infty }dp\,P(x,p)P_{\theta }(x,p)\geq 0}, где {\displaystyle |\theta \rangle } — чистое состояние.

## Измерение функции Вигнера
- Томография